# Ian Blair
Ian Warwick Blair, Barão Blair de Boughton (Chester, 19 de março de 1953 – 9 de julho de 2025) foi um policial civil, que exerceu o cargo de Comissário da Polícia Metropolitana de Londres.

## Carreira
Antigo aluno da Universidade de Oxford, ingressou na Scotland Yard em fevereiro de 1974.
Foi sagrado cavaleiro por Isabel II em 1993 e sucedeu Sir John Stevens no cargo de Comissário da Polícia Metropolitana de Londres, a Nova Scotland Yard, em fevereiro de 2005.
Pediu demissão do cargo em 2008, quando foi substituído por Sir Paul Robert Stephenson.
Em 20 de julho de 2010 foi elevado a Barão de Boughton, localidade situada no condado de Cheshire.
Era Comissário de Londres quando naquela cidade foi morto o brasileiro Jean Charles de Menezes, confundido com um homem bomba. A Comissão Independente de Investigação de Queixas da Polícia (CIIQ, em inglês) concluiu que Ian Blair, chefe da Scotland Yard, tentou impedir que a morte de Jean Charles fosse investigada.

## Morte
Blair morreu no dia 9 de julho de 2025, aos 72 anos.